# 북항동
북항동(北港洞)은 전라남도 목포시의 행정 구역이다.

## 개요
```
1990년대에 목포시가 인구가 많아져 북항간척사업과 하당간척사업을 계획해 1990년대 후반에 준공을 했으며,
신안건설이 북항동에 아파트를 건설 하고 그뒤로 북항 회센터가 들어서고
2012년 6월에 고하도 목포신항과 목포본토의 북항을 이으는 목포대교가 개통을 했다.
```

북항에는 신안 팔금,안좌,도초,비금을 운행하는 농협 철선이 운행하고 있다.

## 연혁
- 1997년 1월 1일 목포시 행정동 분합에 의해 죽교1동에서 분할 북항동 신설하였다. 죽교천을 기준 동쪽지역과 신안비치아파트 일대를 북항동으로 정함